# 黒田和良
黒田 和良（くろだ かずよし、1971年10月1日 - ）は大阪府出身のジャズドラマー。東住吉高等学校、愛知学院大学法学部卒業。現在、K's presents 代表取締役、名古屋音楽大学ジャズポピュラー科非常勤講師。

## 来歴・人物
大阪府富田林市に生まれる。
1987年、16歳の時に友人にブラスバンド部の部室に誘われてドラムを叩き、そばにいた女の子に「上手ですね」といわれいい気になり、現在にいたる。愛知学院大学在学中は、ジャズのビッグバンド部「シンギングオールスターズ」の部長を務める。
卒業後、東京代々木に在るパンスクールオブミュージックに入学。在学中に小沼ようすけらとジャズバンドをはじめる。同期に東京事変の畑利樹もおり現在も交流がある。
卒業後名古屋に帰りジャズミュージシャンとして活動をはじめる。後藤浩二トリオとしてアルバム3枚に参加し、佐山雅弘、矢野沙織などのツアーメンバーとして参加。C.U.G.Jazz Orchestraにはレギュラー参加している。
2008年にカナダにあるウェスタン・ミシガン大学にてジェイ・トーマス、チャック・イスラエルと共にビッグバンドの指導などもしている。
現在黒田6という自己のバンドを結成し、アート・ブレイキーソングブックというシリーズで名古屋の老舗ジャズクラブjazz inn LOVELY にて定期的に活動をつづけている。The World of GOLDEN EGGS からヒントを得、ヴォリュームを重ねる毎に曲のアレンジを変え、同じ曲が主役になったり脇役になったりする形でシリーズ化している。
中部地区のFMラジオRADIO-iにて、パーソナリティディヴィッド・ヤナセと共にKazuyoshi Kuroda Lesson in Jazz コーナーを担当している。スタンダードの色々なバリエーションを比較したり、ジャズの裏話なども交えてジャズが身近になるように、ジャズライブに人が足を運ぶように音楽普及をしている。また名古屋のジャズクラブのポータルサイト・nagoyajazz.comを運営中。K's Drum School 校長。